# Vintergatan (vals)
Vintergatan är en vals med melodi av Jules Sylvain och text av Sven-Olof Sandberg från 1927.
Melodin skrevs ursprungligen som en foxtrot till en sommarrevy på Odeonteatern 1927 under namnet Tusen och en natt. Den nådde inga framgångar så Jules Sylvain och Sven-Olof Sandberg skrev om den till en melodi med valstakt och den nya versionen blev årets storsäljare. Den spelades in för Polyphon i Berlin med Efim Schachmeisters dansorkester i oktober 1927., Sandberg gjorde själv en inspelning av Vintergatan 1928.
Vintergatan blev signaturmelodi till radioprogrammet På vintergatan och dess efterföljare Vinter i P1. På vintergatan började sändas 1969 och signaturmelodin spelades in med musikinstrumentet celesta och till Vinter i P1 år 2008 gjordes en nyinspelning av Sveriges Radios symfoniorkester i Berwaldhallen.
Vintergatan översattes till finska av R.R. Ryynänen och fick därvid namnet Linnunrata. Ryynänens version framfördes 1929 av Theodor Weissman och senare John Ekberg. Också Reino Helismaa gjorde en version av sången, vilken framfördes av Tapio Rautavaara 1964 och Henry Theel 1977.